# 遠美区

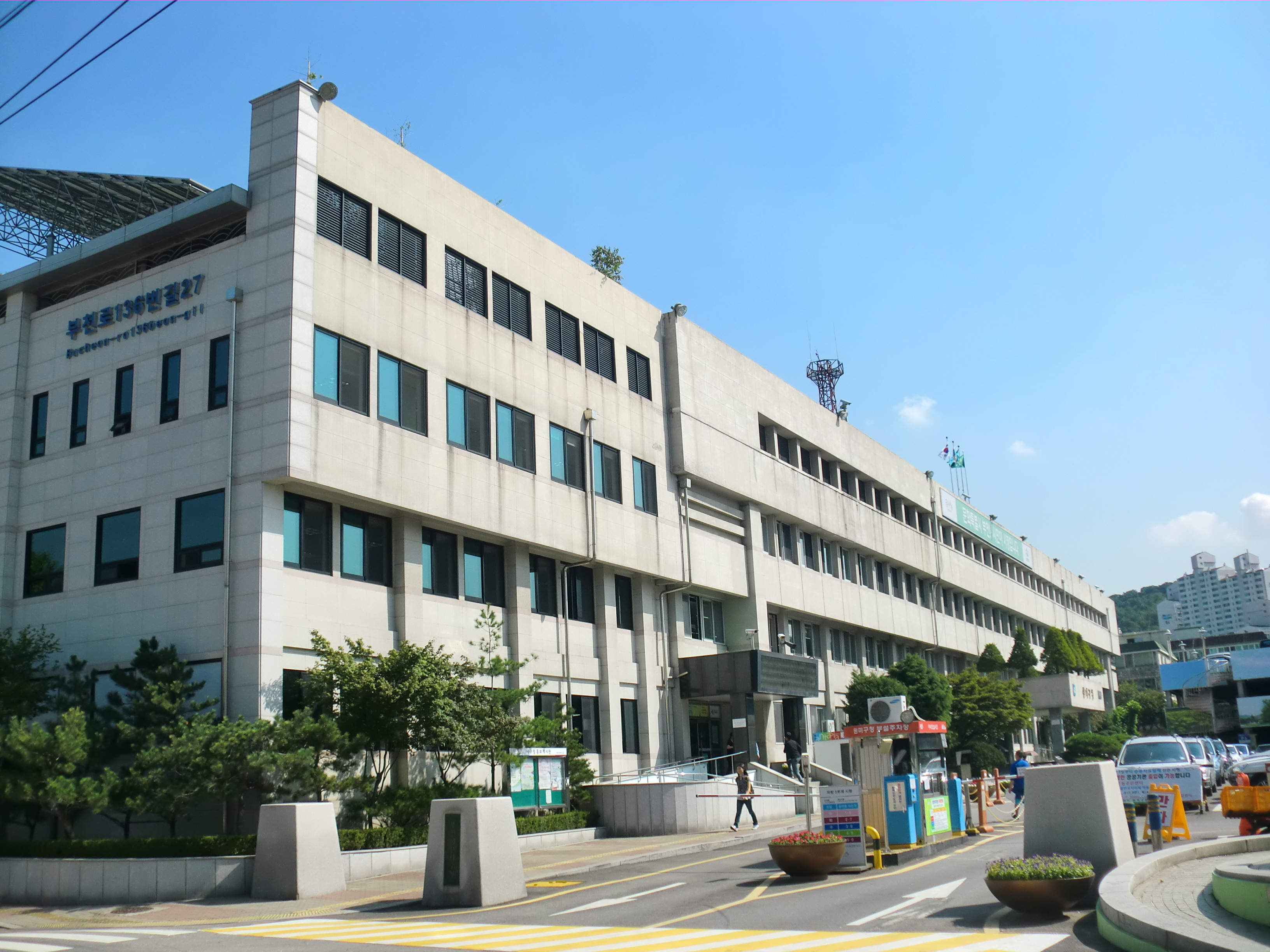
遠美区庁

遠美区（ウォンミく）は、大韓民国京畿道富川市中央部に位置する区である。2016年7月4日に責任邑面洞制の施行に伴い廃止されたが、2024年1月1日に再設置される。

## 行政区画

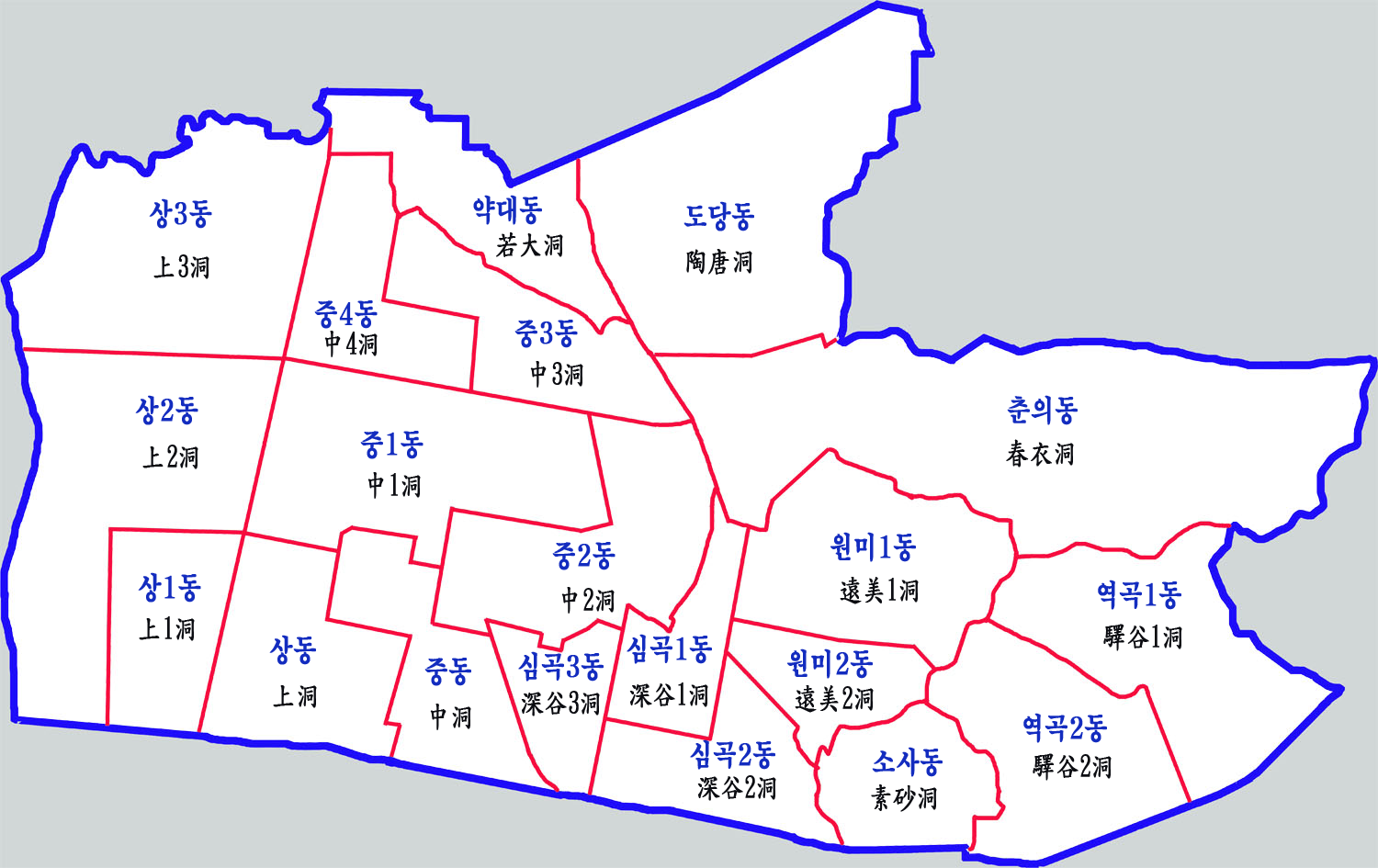
行政区域図

遠美区は20の洞に分かれる。
| 行政洞  | 法定洞               |
| ------- | -------------------- |
| 深谷1洞 | 深谷洞               |
| 深谷2洞 | 深谷洞               |
| 深谷3洞 | 深谷洞               |
| 素砂洞  | 素砂洞               |
| 駅谷1洞 | 駅谷洞               |
| 駅谷2洞 | 駅谷洞               |
| 遠美1洞 | 遠美洞               |
| 遠美2洞 | 遠美洞               |
| 春衣洞  | 春衣洞               |
| 陶唐洞  | 陶唐洞               |
| 若大洞  | 陶唐洞、若大洞、中洞 |
| 中洞    | 中洞、上洞           |
| 中1洞   | 中洞                 |
| 中2洞   | 中洞                 |
| 中3洞   | 中洞                 |
| 中4洞   | 中洞                 |
| 上洞    | 上洞                 |
| 上1洞   | 上洞                 |
| 上2洞   | 上洞                 |
| 上3洞   | 上洞                 |

## 交通機関

### 鉄道
- 京仁線・首都圏電鉄1号線
  - 駅谷駅 - （素砂区） - 中洞駅※
- ソウル特別市都市鉄道公社7号線（現・ソウル交通公社7号線）
  - カチウル駅 - 富川総合運動場駅 - 春衣駅 - 新中洞駅 - 富川市庁駅 - 上洞駅 - 三山体育館駅※
- 西海線
  - 富川総合運動場駅
- ※ 中洞駅の所在地は素砂区であるが、構内の一部は遠美区に属する。
- ※ 三山体育館駅の所在地は仁川広域市富平区であるが、遠美区との境界上にある。

## 観光
中洞には安重根公園がある。最寄駅の富川市庁駅3番出口から徒歩2分。